# Шарнизе
Шарнизе (фр. Charnizay) је насељено место у Француској у региону Центар, у департману Ендр и Лоара.
По подацима из 2011. године у општини је живело 503 становника, а густина насељености је износила 9,73 становника/km².

## Демографија
| 1962. | 1968. | 1975. | 1982. | 1990. | 2011. |
| ----- | ----- | ----- | ----- | ----- | ----- |
| 930   | 876   | 738   | 615   | 557   | 503   |